# Acinipe ignatii
Acinipe ignatii är en insektsart som beskrevs av Presa och Llorente del Moral 1983. Acinipe ignatii ingår i släktet Acinipe och familjen Pamphagidae. Inga underarter finns listade i Catalogue of Life.